# Ассамська кухня

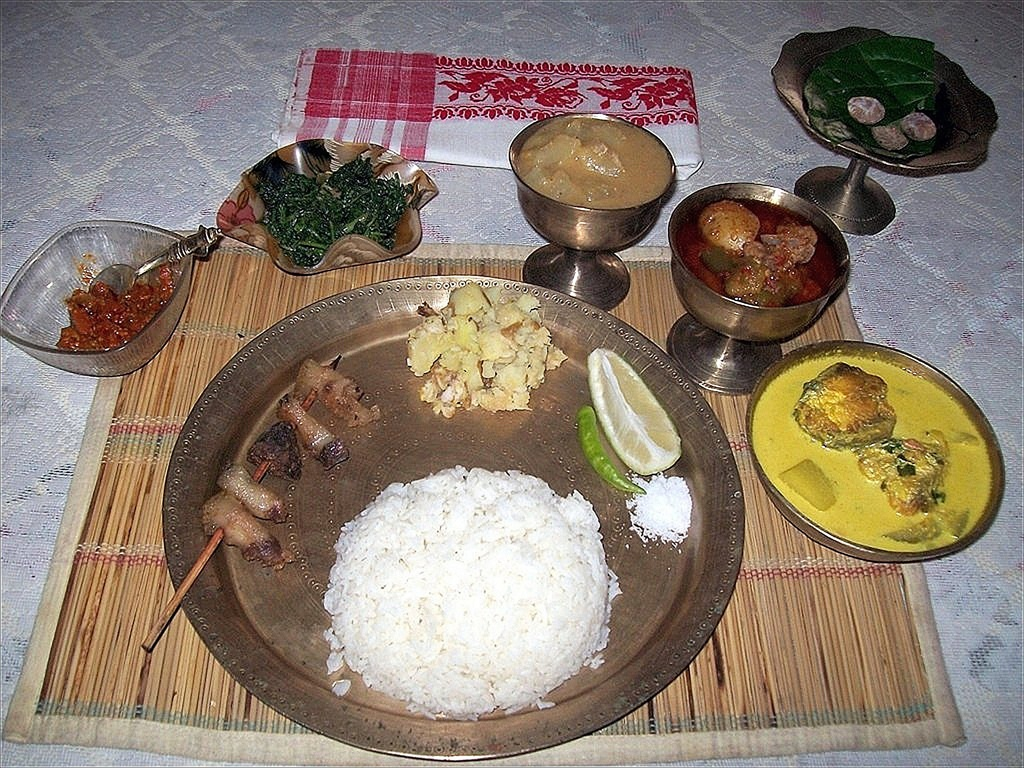
Ассамський тгалі

Ассамська кухня (асс. অসমীয়া ৰন্ধন-শৈলী) — це кухня Ассаму. Це тип приготування їжі, що є злиттям кулінарних звичок гірських мешканців, котрі сприяють ферментації та в'яленню як формам збереження, а також мешканців із рівнин, що забезпечують свіжими овочами та великою кількістю риби та м'яса. Обидва вони базуються на основному інгредієнті — рисі. Злиття різноманітних культурних впливів у долині Ассам призвело до приголомшливої різноманітності та смаків в ассамській їжі. Він характеризується використанням надзвичайно різноманітних рослинних, а також тваринних продуктів, внаслідок їхньої великої кількості в регіоні. Це суміш корінних стилів зі значними регіональними варіаціями та деякими зовнішніми впливами. Традиційний спосіб приготування їжі та кухні Ассаму дуже схожий на інші країни Південно-Східної Азії, такі як Таїланд, Бірма (М'янма) та інші.
Для кухні характерне дуже незначне використання спецій, нетривале приготування на вогні та сильних ароматів, в основному завдяки використанню ендемічних екзотичних фруктів та овочів, які є або свіжими, і сушеними, і ферментованими. Риба широко використовується, і такі популярні птахи, як качка, сквоб тощо, які часто поєднуються з основним овочем або інгредієнтом. Підготовка рідко буває складною. (Практика використання карі, ніжного смаження спецій перед додаванням основних інгредієнтів, настільки поширених в індійській кулінарії, відсутні в кухні Ассама.) Базовою олією для приготування є гостра гірчична олія.

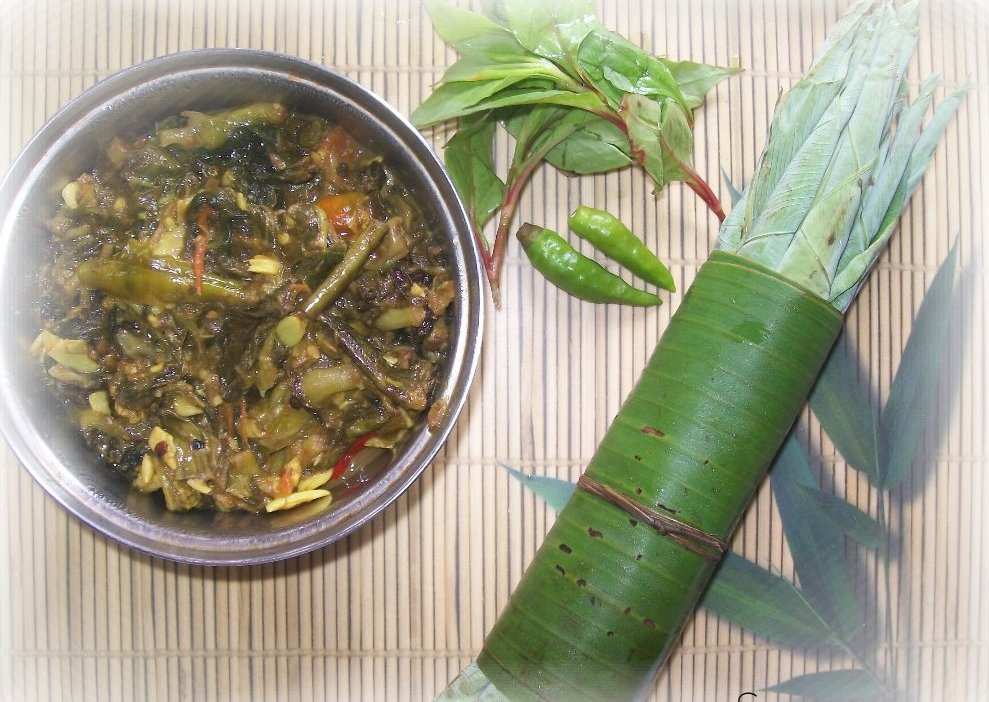
Kosu xaak aru madhuxuleng (колоказія з мікроцефалією Polygonum)

Традиційна трапеза в Ассамі починається з кгара, типу страв, названих на честь основного інгредієнту, і закінчується тенґою, кислою стравою. Їжа, як правило, подається в металевому посуді, виготовленому корінною громадою на наймення Марі. Вважається, що коли їжа та вода подаються у такому посуді, то це корисно для здоров'я та зміцнює імунітет. Тамул (горіх бетелю, загалом сирий) і паан, як правило, завершують трапезу.
Незважаючи на те, що ця кухня все ще незрозуміла, останнім часом все ширше її помічають. Відкриття цієї кухні в популярних ЗМІ триває, оскільки дослідники ще не дослідили мову та специфічної відмінності для її опису.

## Інгредієнти

### Рис
Рис — найважливіший інгредієнт цієї кухні. Велика кількість сортів рису, знайдені в регіоні, призвели до припущень, що зерно було вперше одомашнене в регіоні Ассам—Юньнань. Як сорти рис посівний, так і японський рис вирощуються в Ассамі. Найпопулярніший вид рису — йоха або запашний рис. Як основний продукт рис вживають у відвареному вигляді на пару (укгуа) або в сушеному вигляді (аарої). Деякі дуже якісні види риси, а саме Карабалам або Каурібадам тощо, доступні лише в Ассамі.
Рис їдять як закуску у багатьох формах: смажений та мелений (сандох), відварений у лушпинні та сплющений (чіра), листковий (акгой), (кумол саул), підготовлений рис, який попередньо відварюють, сушать, а потім лущать, можна просто замочити в теплій воді і з'їсти як легку їжу.
Рис є частиною всіх страв в Ассамі. Традиційний сніданок складається з чіри з Йогуртом та джаґері. В основному фермери їдять варений рис, замочений на ніч (пойта), просто підсолений з гірчичною олією, цибулею тощо. Закуски — це сандох, кумол саул або бора саул, липкий рис, який можна їсти з солодкими або солоними доповненнями. Для інших основних страв рис можна було відварювати, готувати на пару або загортати в листя і смажити. Сунґа Саул — це спеціальний інгредієнт, в якому (липкий) рис (бора саул) готується в бамбукових човниках, який називається сунґа. Сева дія Бгаат — це ще один інгредієнт, завдяки якому липкий рис готують на пару над окропом. Зазвичай його подають до м'яса або риби. Липкий рис також загортають у листя, зазвичай листя подорожника або тора пат, і опускають в окріп, щоб приготувати тупулу бгат.
Спеціальний спосіб приготування рису називають піта, зазвичай готують лише в особливих випадках, таких як Біху. Зазвичай готується із замоченого та меленого клейкого рису (бора саул), його можна смажити в олії з кунжутною начинкою (сутулі піта), смажити в молодому зеленому бамбуку на повільному вогні (сунґа піта) або запікати на плиті загорненим із начинкою (холасапорія піта).

### Риба

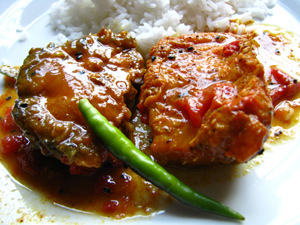
Масор тенґа

Наступним найважливішим інгредієнтом є риба, виловлена з численних річок, ставків та озер регіону. Надзвичайно вологий клімат і велика кількість водойм забезпечили в долині велику кількість прісноводних риб. Це основний харчовий ресурс Ассамської низовини. В Ассамі немає традиційної етнічної спільноти, яка б не їла рибу. Більшість традиційних сільських домогосподарств мають власні ставки для рибальства. Деякі з найбільш популярних великих риб є Borali (прісноводний дгарк), Labeo rohita і cital (великий), хоріа (середній) (Chitala chitala), кларій ходячий, Xingi, прісноводний сом-валаго, бгокуа або баху, Xaal, XOL тощо. Невелика кількість видів риб, які можна вживати в їжу в Ассамі, такі як путі, арі (довговусий сом), ґорой (зелена зміїна голова/плямиста зміїна голова), кой або кавой (повзун індійський Anabas testudineus), холіхона (індійська райська риба Ctenops nobilis) бороліа, муа, ценіпутгі, тенґера, лачін, бгангун, пабго тощо. Вибагливий гурман може сказати, який саме регіон Ассаму відомий на певний вид риби.

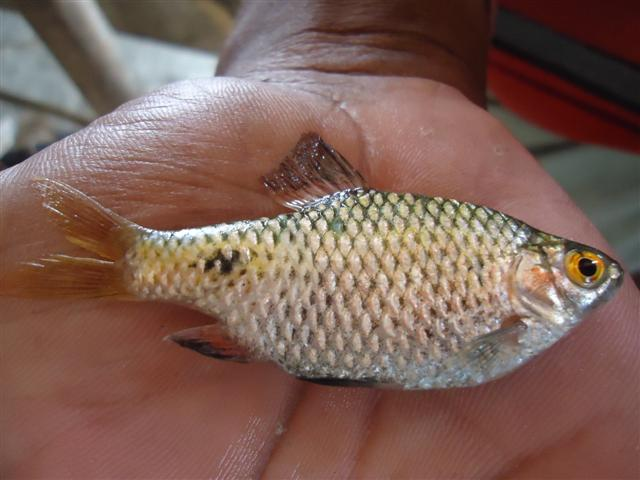
Путі маас (тикто-колючка)

Мас тенґа (кисла риба), яку зазвичай їдять більшість громад Ассаму, останнім часом перетворилася на фірмову страву ассамської кухні. Найпопулярнішим окислювачем для тенґи є помідори із додаванням соку каїнему (подовжений лимон із товстою шкіркою) та текери (сушений мангостан), оу-тенґа, тетелі, кордой тенґа (Південносхідноазійський карамболь), тенґамора (листя Розель) також популярні.
Найпоширеніший спосіб вживання риби в традиційних ассамських оселях — це приготування рагу з травами, овочами та зеленню відповідно до переваг та наявності. Рибу також готують смаженням або смаженням на грилі. Улюбленою є маленька риба, засмажена в листі банана (паатотдія). Хукоті — це особлива рибна страва, яка готується з висушеної дрібної риби, подібної до тикто-колючки, розтертої зі стовбуром аруми, сушеної та що зберігається в бамбукових трубочках. Варіанти цієї страви існують серед етнічних спільнот північно-східної Індії загалом та Ассаму зокрема. Висушені та ферментовані маленькі риби барбуса двоплямистого (Puntius ticto), три-чотири штуки, обсмажуються з великою кількістю зеленого чилі, помідорів, імбиру та часнику (все смажиться). Потім інгредієнти товчуть у ступці, щоб вийшла груба паста, і подають до рису. Також готують і вживають рибні яйця та нутрощі. Petu bhoja (кишка, гарно просмажений із риби) також вважається делікатесом поряд із традиційним ассамським джалом (трав'яний рибний карі, із додаванням лікарських трав, таких як Bhedailota (Chinese Fever Vine), Noroxingho (листя карі), Bon Dhunia, Man dhunia, Manimuni (азійський пенниворт), листя тенгесі тощо.
- Див. Також Риба Ассаму

### М'ясо

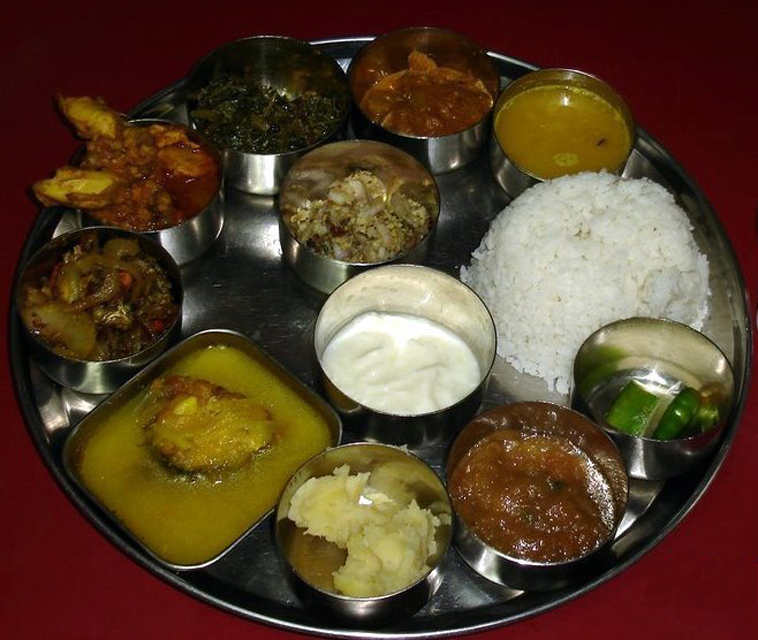

Ассамські м'ясні та рибні страви характеризуються невеликим використанням спецій та олії, багато імбиру, нороксінґ паат (листя карі), хоріса (ферментований бамбуковий пагін) та лимонного соку і повністю відрізняються за смаком від страв сусідньої Бенгалії, і цілком схожі на кухні сусідніх країн Південно-Східної Азії та Східної Азії. Курка, оленина, сквоб, баранина, качка та свинина дуже популярні серед корінних етнічних ассамських спільнот, таких як Соновалс, Бодо, Рабга, Кеот (Кайбарта), Ахом, Моран, Сутія тощо. Вищі касти ассамських індусів, такі як Ассамські брагмани (включаючи Ганаків) і Ассамські Каястги, Калітас Нижнього Ассаму, утримуються від споживання свинини. Яловичину іноді вживають ассамські мусульмани, хоча вони традиційно утримуються від споживання свинини. Християни та багато корінних ассамських спільнот, нерелігійні верстви споживають усі види м'яса.
До основних методів приготування належать варіння, дрібне та глибоке смаження. Онла, у Бодо, виготовляється з меленим рисом та спеціальними травами і являє собою повноцінну їжу. Серед інших видів м'яса — сквоб, качка, курка, козяче м'ясо, оленина та черепаха, хоча м'ясо дичини та черепах законодавчо заборонено. Дуже популярним є поєднання качки/бенінказа та сквобу/папаї або плантану. Як правило, м'ясо тушкують із використанням невеликої кількості спецій, а також різноманітних трав та овочів.
Більшість спільнот Ассаму є ентомофагами. Різні корінні етнічні групи певних районів вживають шовкопрядів, водяних клопів, коників та інших комах. Комах смажать або варять, або смажать у листі, а потім готують відповідно до термінів прийому їжі. Червоне мурашине яйце вважається делікатесом під час фестивалю Ронґалі Біху.

### Зелень та овочі
Околиці Ассаму багаті на рослинність, а зелені листові овочі, які називаються саак, є важливою частиною кухні. Деякі з них вирощують, тоді як інші, як дгекія (папороть), ростуть дико. Існує дивовижна традиція, згідно за якою, за звичаєм під час Ронґалі Біху потрібно мати 101 різний вид сааку (зелень). Трави, зелень та овочі зазвичай їдять, просто готуючи у воді та солі, злегка обсмажуючи, як густий суп або додаючи до сортів сочевиці. Також їх готують у поєднанні з рибою, м'ясом та яйцями.

### Спеції
Серед спецій є імбир, часник, цибуля, насіння кмину, чорний кмин, чорний перець, перець чилі, куркума, насіння коріандру, кориця, кардамон, гвоздика, насіння пажитнику, біле гірчичне зерно, аніс, індійський лавровий лист, кмин тощо. Деякі трави, властиві Ассаму, — маан дганія, моран ада, мадгухуленг, бгедай лота, манімуні, масундарі, тенґесі, тгекера, кордой, оутенґа, тенґамора тощо. Ассамська їжа неповна без зеленого чилісу, багато сортів якого є в регіоні. Ассам відомий на bhut jolokia або перець-привид, який був визнаний найгарячішим чилі у світі. Панч-фуран (суміш 5-ти спецій) використовується для додавання смаку в даїл. Раніше корінні жителі Ассаму не їли даїл, але тепер повільно через зовнішні впливи даїл також їдять за власним традиційним способом його приготування.

## Підготовка
Незважаючи на те, що на сучасну кухню Ассаму вплинули зі східної та північної індійської кухні, такі як вживання даїлу, якого раніше ніколи не вживали, Ассам все ще багатий на традиційні страви, які набагато більше схожі на східноазійські та інші південносхідноазійські.

### Хара

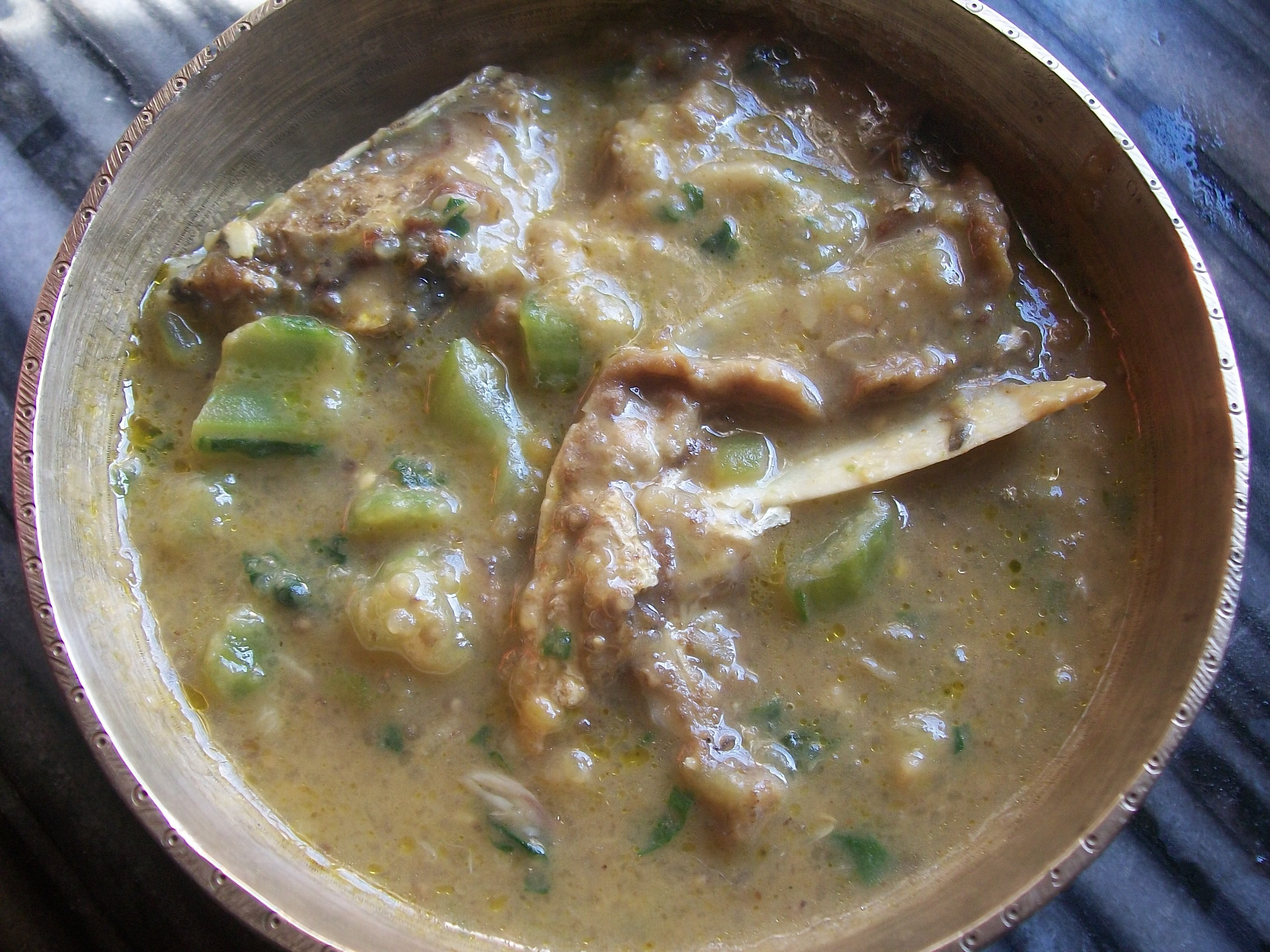
Приготування ассамського хара (харвай — традиційна страва бодо) з рибною головою роху

Хара — це особливий спосіб приготування, що готується з ключовим інгредієнтом, так званий хара. Традиційний інгредієнт отримують фільтруванням води через попіл висушеної на сонці шкірки декількох сортів бананів, яку потім називають кола хара (назва, що походить від місцевого терміна банан, «кол» або «кола»). Традиційна їжа незмінно починається зі страви хара, яку можна приготувати із сирої папаї, листя гірчиці, овочів, бобових, риби або будь-якого іншого основного інгредієнта.
Xôkôta — це сильно гіркий спосіб приготування. Готується з сухим джутовим листом, квасолею і харом. Однак комбінація хара (лужна) та тенґа (кисла) не рекомендується. Рідку хару також просто їдять як харолі з рисом, який готують, додаючи кілька крапель гірчичної олії. Ассамці мають своєрідну традицію їсти велику різноманітність гірких страв, багато з яких вважаються делікатесами. Деякі страви в цій категорії включають пагони свіжого бамбука, вже приготовані або злегка обсмажені, пагони очерету, смажене листя німу, titabhekuri, китайський гіркий гарбуз, Xukuta, Titaphool, Sewali Phool тощо.

### Масор Тенґа

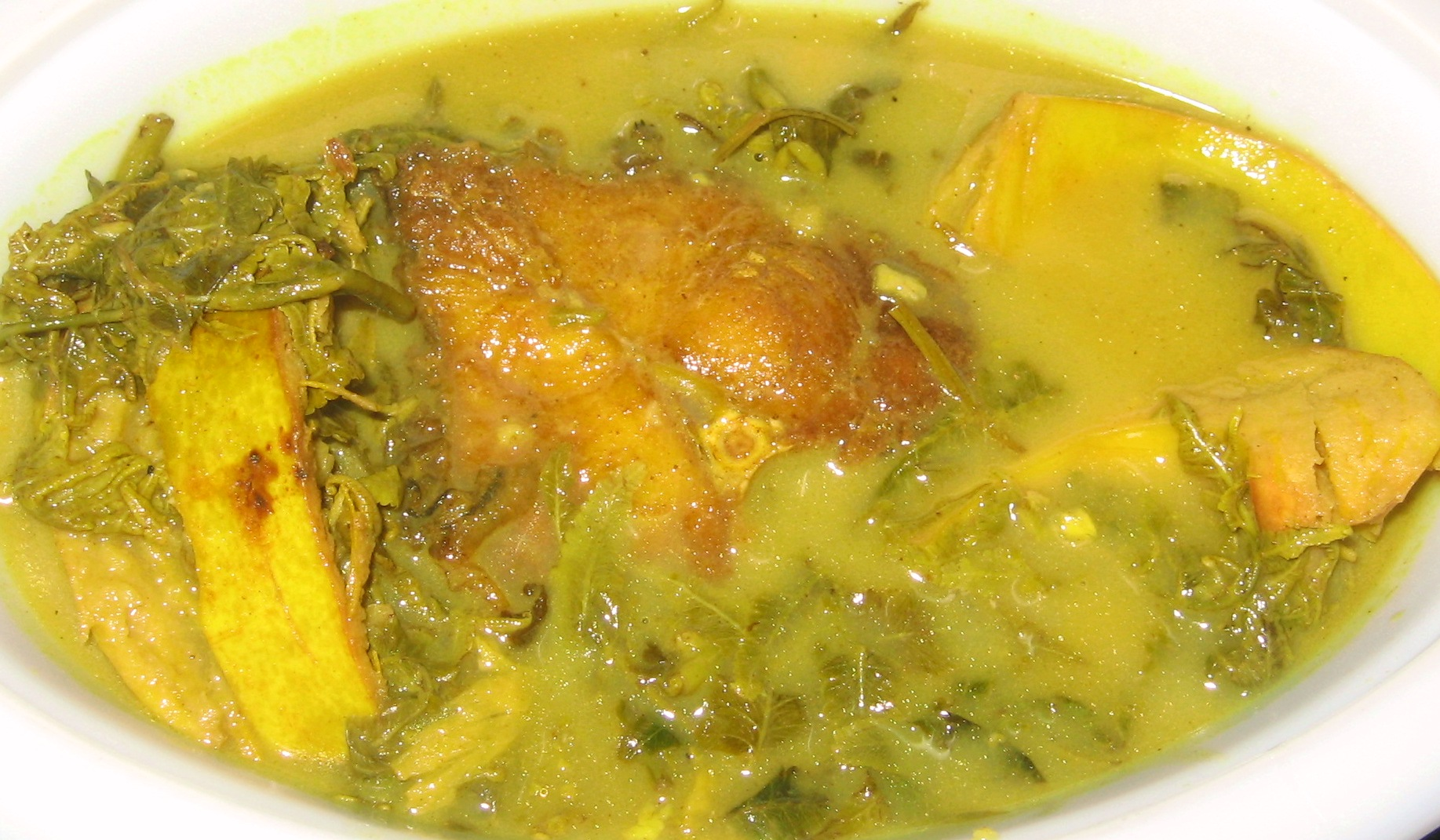
Dhekiyaxak та outenga

Масор тенґа — це легка і кисла рибна страва, ще один фірмовий спосіб приготування. Серед ассамців існує безліч способів приготування карі з кислої риби. Подразнюючим інгредієнтом може бути мангостан, лимон, помідори, листя розели, оутенґа, манімуні, тенґесі тощо. Інший важливий інгредієнт — кокум. Рибні страви, приготовані з ферментованим бамбуковим пагоном (хоріса), як правило, кислі, але їх не називають тенґа. Рибу смажать на гірчичній олії або тушкують із звичайним гарбузом або шпинатом або просто варять. Ще одна страва з тенґа готується з матімою (квасоля урад) та утенґою (слонове яблуко). У нього можна додати звичайний гарбуз. Тенґамора або нольтенґа із сочевицею — це виразне карі з тенґа.

### Naroxingho Masor Jul
Naroxingho masor jul — ще одна етнічна страва з Ассаму. Рибу готують у легкій підливі з листя карі, яка є звичайною ароматичною травою, що використовується в південних та деяких північних районах Індії. Листя карі також відомі як noro-xingho paat в ассамців. Під час приготування риби в Ассамі особливу увагу звертають на збереженні природних ароматів риби, тому використовується невелика кількість спецій.

### Пура

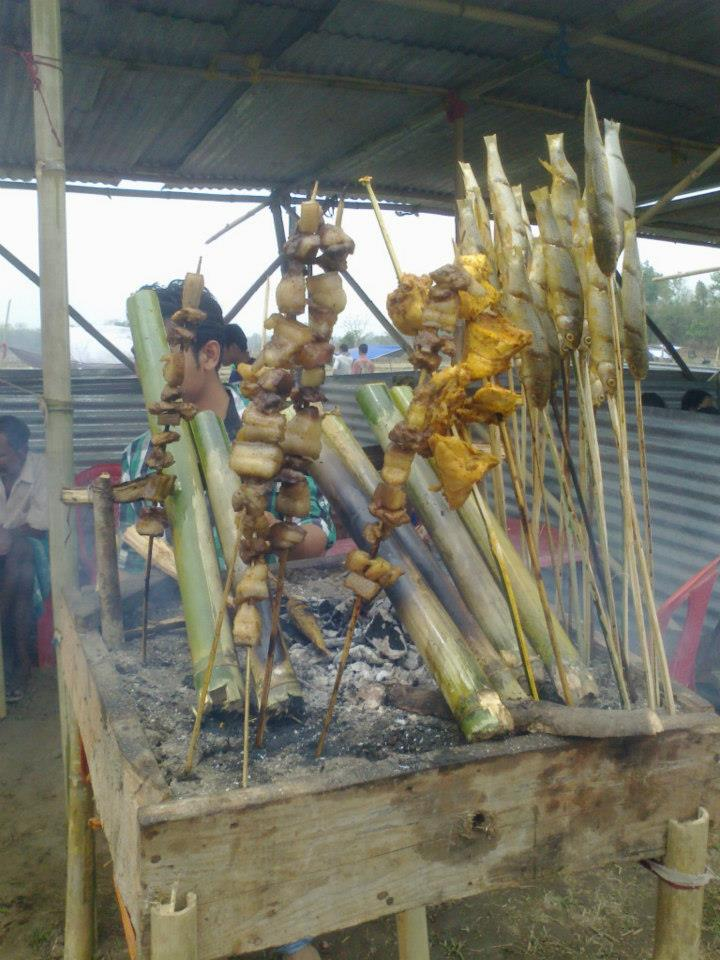
Пура маас манхо

Пура відноситься до різних видів смаженої на грилі та просто смаженої їжі. У такому вигляді часто подають овочі, м'ясо та рибу. Аалу бенґена пура пітика, пура маас пітика (пюре з риби, смаженої на грилі), пура манхо тощо — це кілька популярних страв.

### Пойтабхат
Пойтабхат — улюблена страва в Ассамі протягом літнього сезону. Зварений рис замочують на ніч і залишають бродити. Його їдять із гірчичною олією, цибулею, чилі, соліннями, пітикою (пюре) тощо. Приготування пойтабхат іноді роблять алкогольним відповідно до уподобань.

### Пітика— পিটিকা
Гарніри, так звані пітіка — (пюре), є характерною рисою цієї кухні. Найпопулярнішою є алоо пітика — আলু পিটিকা (картопляне пюре), приправлене сирою цибулею, гірчичною олією, зеленим чилі та іноді вареними яйцями. Хоріса тенга — пюре з ферментованого бамбукового пагона, іноді маринованого в гірчичній олії та спеціях. Харолі — це насіння ферментованого пюре з гірчиці (Brassica campestris var. toria), до якого додано хара і кахуді, до якого додано кислий інгредієнт (лимонний сік, сушений мангостан). Пітику також готують із смажених або приготованих на пару овочів (помідори та баклажани дуже популярні). Дрібну рибу, Centella asiatica, матікадурі, листя тенґамори, хаутюйнію, дорон (Leucus longifolia) тощо. Смажать окремо, загортаючи в листя банана, і перетираючи у пітику.

### Соління
Соління виготовляються з манго, індійського аґрусу, свинячої сливи, маслини африканської, тамаринду, мангостану, редьки, моркви, слонового яблука, зизифусу мавританського, чилі, лайму, часнику тощо. Панітенґа та харолі — фірмові ассамські соління, виготовлені з меленого насіння гірчиці.

### Чатні та салат
Чатні виготовляється з коріандру, шпинату, помідорів, хаутюйнії, листя каррі, чилі, сочевиці, нуту тощо. Сюкан маслярський чатні (чатні із сушеної риби) популярне серед племінних спільнот. Салат готується з моркви, редьки, помідорів, огірків, буряків тощо.

### Бора
Бора — це смажені кульки пюре з сочевиці або граму — це еквівалентно ваді в кількох інших індійських мовах. У ньому може міститися якийсь зелений листовий овоч, який місцево називається ксаак, і найкраще, коли його подають із карі або окуном тетелі (тамаринд). В ассамській кухні існує величезна різноманітність препаратів із бори. Основні інгредієнти включають зелень, овочі, фрукти, квіти, шкірку та пагони різних рослин. Бору також можна приготувати з рибних яєць тощо.

### Оладки
Оладки виготовляються з квітів і ніжного листя гарбуза, банана, гарбуза звичайного, баклажанів, ніжних листочків жасмину нічного цвітіння тощо. Це новий спосіб приготування їжі, який дещо має зовнішній вплив.

### Деякі інші способи приготування

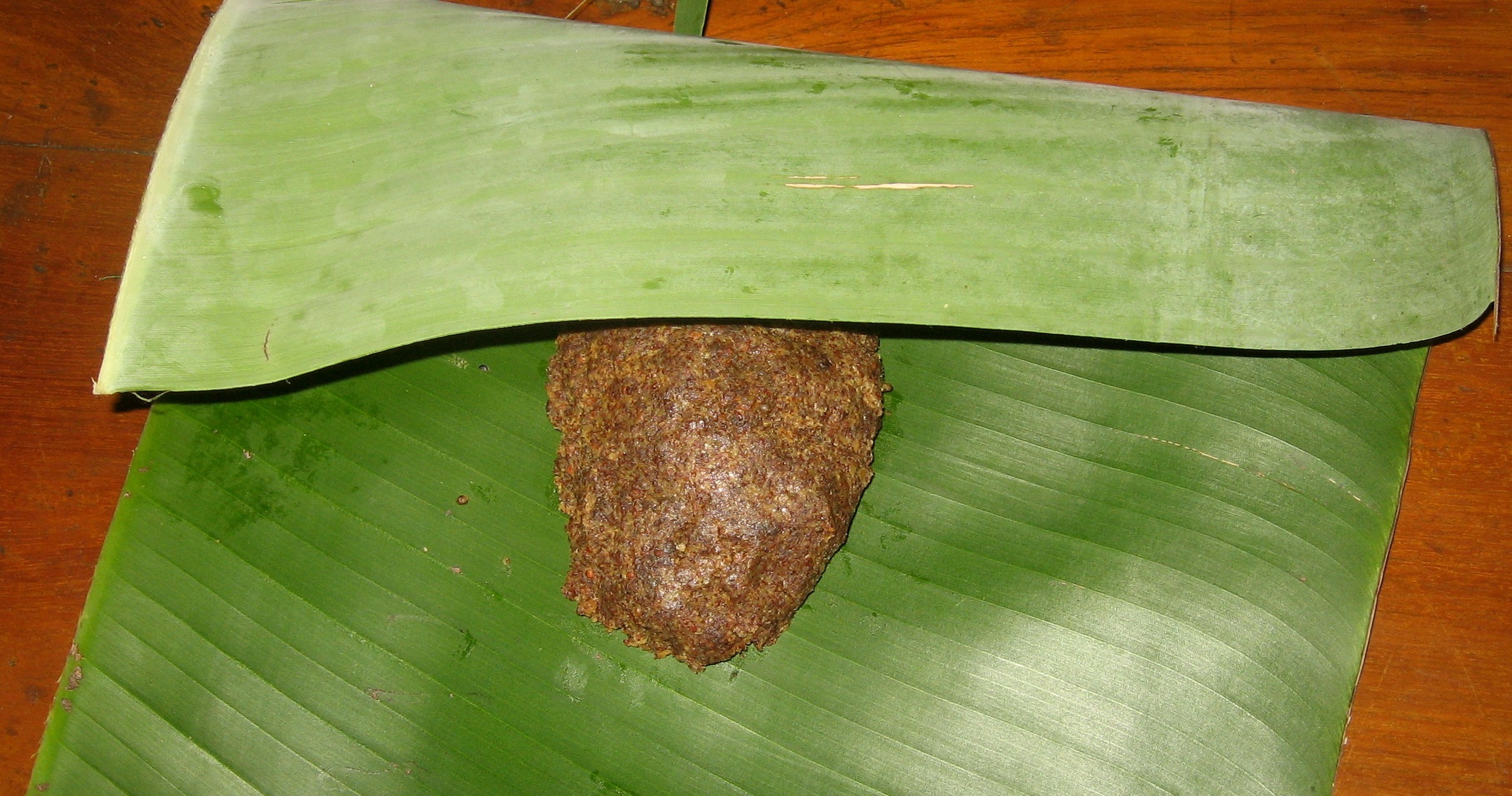
Панітенга

Деякі інші способи приготування в ассамській кухні включають кахуді, панітенґа, хорікатдія, тенґа сорсорія, посола тощо.

### Пиво

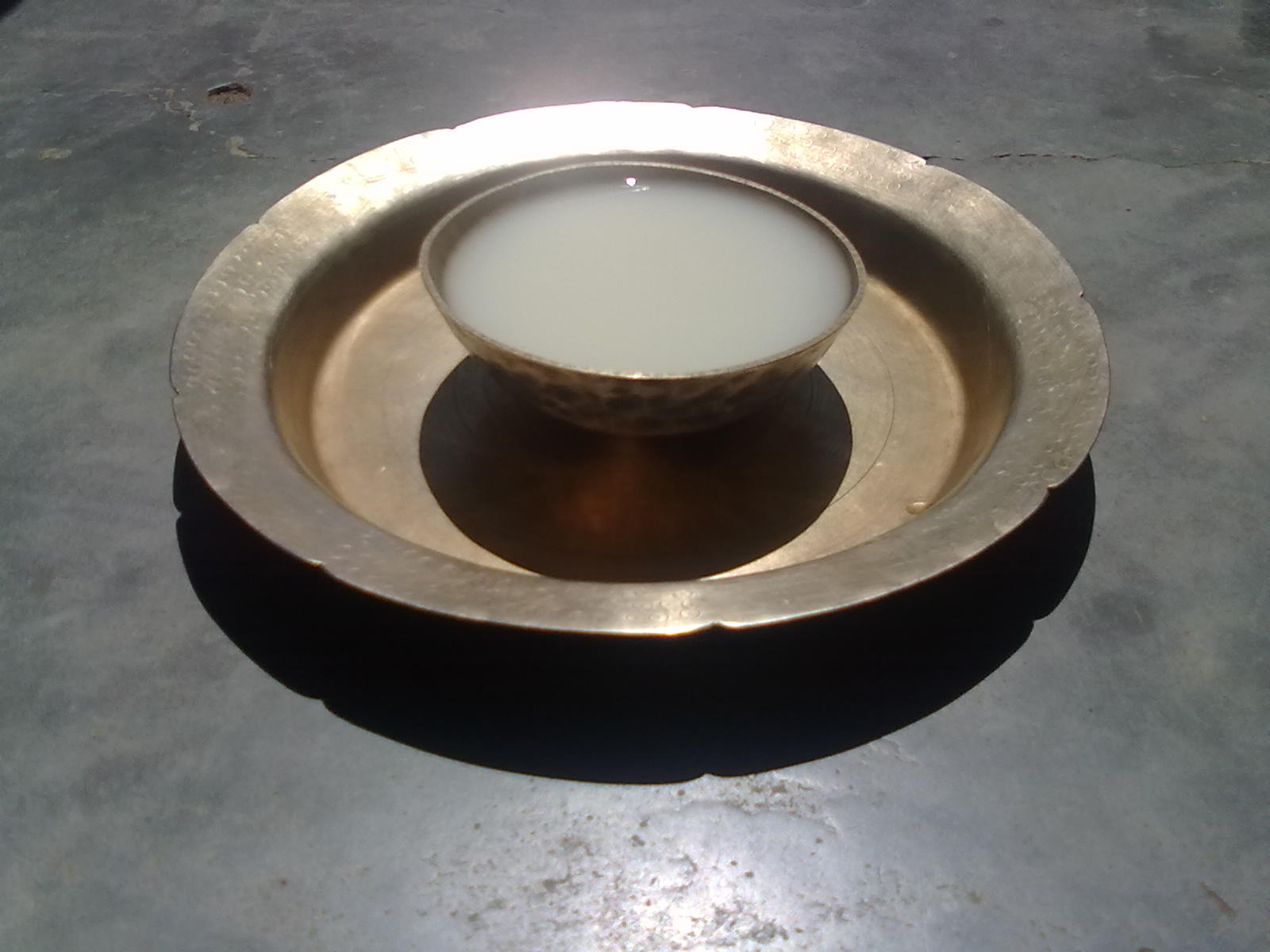
Садж, сорт рисового пива, що пропонується в традиційному посуді

Напої є невід'ємною частиною різноманітних у мовному та культурному плані спільнот ассамського суспільства. Рис є основним інгредієнтом для багатьох рисових сортів пива (Nam-lao — নাম-লাও) або (Laopani/Xaaj) та лікерів, виготовлених в Ассамі різними етнічними спільнотами: zou (Бодо), Aapong (Мішінг), mod (মদ) (Соновал Качаріс), Chuje (Чутіа), ДН-лао -নাম-লাও (Таї-ахомськаою), Хадж (Тіва), Ор (карбі), Photika — ফটিকা (Качарі) тощо.

## Закуски та тістечка

### Джолпан
Джолпан (закуски) по-асамськи — це те, що є сніданком, хоча його не завжди подають як сніданок в ассамській кухні. Їх їдять як легкий перекус між основними стравами та широко подають під час Біху, весіль, ассамських шраадів чи будь-яких інших особливих випадків та зібрань. Деякі типи джолпану є Бора саул (сорт клейкого рису), Комал саул, Сандох, Чіра, Мурі, Акхой, Сунґа саул тощо, які споживають у поєднанні з гарячим молоком, сиром, джаґері, йогуртом або сезонними стиглими фруктами. Це, мабуть, одні з найбільш ранніх форм злаків. Ассамці їли їх переважно як сніданок протягом багатьох століть.

### Піта
Піта (рисовий пиріг) — це особливий спосіб приготування рису, який зазвичай виготовляють лише в таких випадках, як Біху в Ассамі. Як правило, виготовлені із замоченого та меленого рису, їх можна смажити на олії, смажити на повільному вогні або запікати і катати на гарячій плиті. Деякі піти — це Тіл піта, джила піта, сутулі піта, сунґа піта, бґапотдія піта, лахімі піта, тора піта, текелі піта, дексі піта, мутія піта, холасапорі піта тощо.
Він готується в інших районах Східної та Південно-Східної Азії і має схожість із ними, а не з будь-якою формою материкової індійської кухні тощо.

### Лару
Лару — це солодкі кульки, які асоціюються з традиційною ассамською кухнею: ласкара, наріколор лару, тілор лару часто трапляються в ассамській кухні.

### Чай
Чай (саам по-асамськи) — незамінна частина ассамської кухні. Подається у формі чорного чаю, молочного чаю, трав'яного чаю, пряного чаю, зеленого чаю, лимонного чаю (додавання лимонного соку до чорного чаю) тощо.

## Тамул
Ассамська їжа, як правило, асоціюється із жуванням тамулу (асс. তামোল). Шматочки горіха ареки (Areca Catechu) їдять у поєднанні з листом бетеля (Piper betle), їстівним вапняком та тютюном. Це звичний ритуал після кожного прийому їжі.